# Сни на продаж
Сни на продаж (англ. Dreams for Sale) — другий сегмент 2-го епізоду 1-го сезону телевізійного серіалу «Зона сутінків».

## Сюжет
Молода жінка на ім'я Дженні разом зі своїм чоловіком Полом та двома маленькими доньками вирішує влаштувати пікнік. Для цього вони обирають живописну галявину з озером. Після того, як вони починають готуватися до приємного проведення часу, з жінкою відбуваються дивні речі: їй здається, що кожна подія починає повторюватися по декілька разів, крім цього події розгортаються з деякими гальмуваннями. Спочатку жінка відчуває спантеличення, потім її охоплює паніка, після чого вона начебто засинає. Далі вона прокидається у спеціальному пристрої для генерування снів, який, крім її варіанту — «сільський пікнік» — містить ще такі сни, як «втеча з тюрми» та «карибський круїз». Спочатку Дженні не розуміє, що цей пікнік є лише штучно створеним задля експерименту чудовим сном, а також не може збагнути, де вона знаходиться та що відбувається взагалі. Однак механік, який прийшов, щоб налагодити апарат, пояснює їй всю суть речей. Крім того, що весь цей час вона жила у віртуальній реальності, виявляється, що повторення подій викликані серйозними збоями в роботі пристрою, які, в свою чергу, спровоковані кислотним дощем. Після того, як механік налаштовує пристрій, вона повторно занурюється в свій сон та «прокидається» знову на пікніку, з чоловіком та дітьми. В момент, коли апарат остаточно виходить з ладу, вона питає у свого віртуального чоловіка, чи може залишитися з ним назавжди. Чоловік дає позитивну відповідь. Після цього механік, який налагоджував пристрій, констатує смерть піддослідної, промовивши наступні слова: «принаймні, вона померла щасливою».

## Ролі виконують
- Мег Фостер — Дженні
- Девід Хейворд — Пол
- Вінсент Ґуастаферро — технік
- Лі Ентоні — рятівник
- Крісті П'юрді — перша сестра-близнюк
- Деанна П'юрді — друга сестра-близнюк

## Цікаві факти
- Епізод не має оповідей ні на початку, ні в кінці.
- Під час аварії бейдж ще живої Дженні з номером розташований зліва на її уніформі, однак в епізоді, де вона помирає, він знаходиться вже поміж її грудей.

## Релізи
Прем'єра відбулася у Великій Британії 4 жовтня 1985.